# 韋爾比夫齊 (舍佩蒂夫卡區)
49°58′55″N 27°0′36″E / 49.98194°N 27.01000°E
韋爾比夫齊（烏克蘭語：Вербівці），是烏克蘭的村落，位於該國西部赫梅利尼茨基州，由舍佩蒂夫卡區負責管轄，始建於1732年，面積194平方公里，海拔高度258米，2001年人口803，人口密度每平方公里4,139.2人。